# Trio pour piano et cordes de Milhaud
Pour les articles homonymes, voir Trio pour piano et cordes.
Le Trio pour piano et cordes, op. 428, est une œuvre de musique de chambre pour trio avec piano de Darius Milhaud composée en 1968.

## Présentation
Commande du Lincoln Center Fund (pour la Société de musique de chambre du centre Lincoln (en)), le Trio pour piano et cordes (ou Trio no 2) de Milhaud est composé à Paris entre le 22 juillet et le 3 octobre 1968.
L'œuvre, tardive dans la production de musique de chambre de Milhaud, est créée à New York, au Lincoln Center, le 11 octobre 1969.

## Structure et analyse
Le Trio pour piano et cordes, « œuvre fermement architecturée » d'une durée moyenne d'exécution d'un peu moins de vingt minutes environ, est constitué de quatre mouvements, :
1. Modéré, à 
 ( = 92), qui débute par trois mesures d'introduction et expose ensuite « une section A que suit, après une brève transition, une section B. Elle contraste avec A et se résume en deux courtes variantes, b et b'. Une cadence forme charnière, menant par l'élément de transition a à une reprise variée de B, suivie de A. Les deux variantes reviennent en ordre inverse : b' a. Conclusion sur le motif d'introduction. Le schéma est donc a A b b' / cadence : B A b' b a[5] »[3] ;
2. Animé, à 
 ( = 88-92), qui « obéit à une symétrie analogue : a A B C D / A B C D a[5] »[3] ;
3. Calme, à 
 ( = 60), de « type A B C B A[5] »[3] ;
4. Violent, à 
 ( = 92), final qui « n'expose pas moins de six sections qui se réexposent dans un ordre différent : a A B C D E F G / E B D F A G C a[5] »[3].

Pour Paul Collaer, « l'abondance des idées mélodiques et rythmiques est remarquable dans ce Trio ». 
La partition est publiée par Heugel. Dans le catalogue des œuvres de Darius Milhaud, le Trio pour piano et cordes porte le numéro d'opus 428,.